# Kucze (powiat olecki)
Kucze (niem. Kutzen) – osada w Polsce położona w województwie warmińsko-mazurskim, w powiecie oleckim, w gminie Kowale Oleckie.
W latach 1975–1998 miejscowość administracyjnie należała do województwa suwalskiego.
Kucze wyodrębniły się jako samodzielna jednostka administracyjna z majątku Borkowiny, założonego na prawie lennym w 1565 roku.
Pod koniec XVIII wieku była to wolna wieś, która należała do polskiej rodziny szlacheckiej Mroczków. W 1751 roku powstała w Kuczach jednoklasowa szkoła.
W 1938 r. w miejscowości mieszkało 180 osób.